# Szkoła Podstawowa nr 1 im. Gustawa Morcinka w Skoczowie
Szkoła Podstawowa nr 1 im. Gustawa Morcinka w Skoczowie – szkoła podstawowa, istniejąca od roku szkolnego 1903/1904. W latach 1921–1938 pracował w niej Gustaw Morcinek, którego imię nadano szkole w pierwszą rocznicę śmierci pisarza w 1964 r.
Szkoła znajduje się na Spacerowym Szlaku Morcinkowskim oznaczonym kolorem czerwonym.
W 1998 r. do szkoły uczęszczało 608 uczniów.

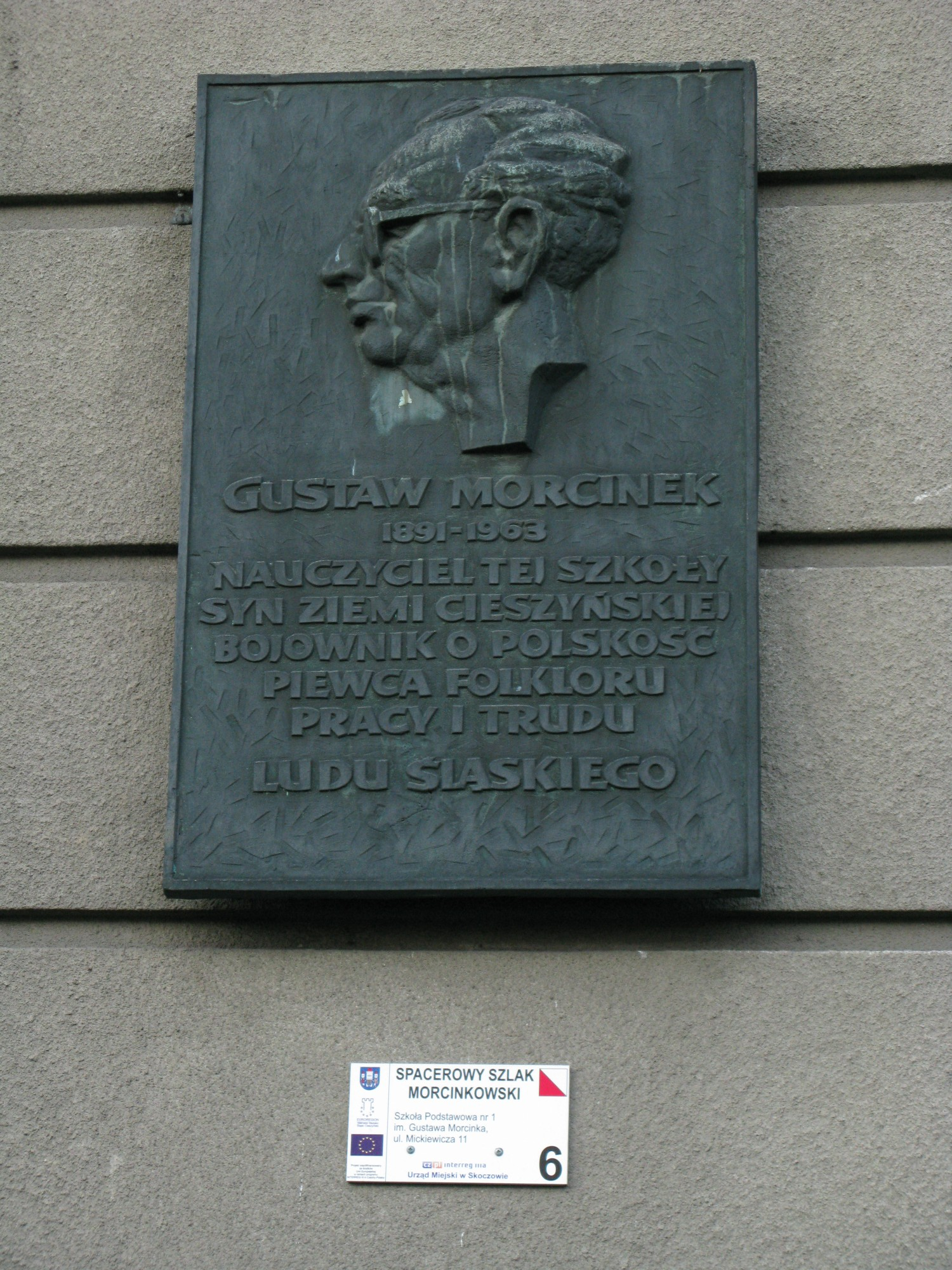
Tablica pamiątkowa z płaskorzeźbą przedstawiającą popiersie patrona szkoły